# Fascia clavi-pectoro-axillaire
Le fascia clavi-pectoro-axillaire (ou aponévrose clavi-coraco-axillaire) est un fascia tendu entre la clavicule et le muscle petit pectoral.

## Description
Le fascia clavi-pectoral est tendu verticalement.
Son bord supérieur se dédouble pour enfermer le muscle subclavier et chaque feuillet s’insère sur la face inférieure de la clavicule le long des lèvres du sillon d'insertion du muscle. Le feuillet postérieur fusionne avec la lame superficielle du fascia cervical et avec la gaine axillaire.
La partie du fascia tendu entre le muscle subclavier et le muscle petit pectoral forme le fascia clavi-pectoral proprement dit (ou fascia coraco-claviculaire).
Son bord inférieur se dédouble également pour englober le muscle petit pectoral. Sous ce muscle les feuillets se prolongent avec le ligament suspenseur de l'aisselle.
Médialement, il s'attache à la membrane intercostale externe des deux premiers espaces intercostaux. 
Latéralement, il est attaché au processus coracoïde et adhère aux ligaments coraco-claviculaires.
Dans sa partie supérieure la zone entre la première côte et le processus coracoïde forme la membrane costocoracoïde qui possède un épaississement constituant le ligament costocoracoïde.
Le fascia clavi-pectoral est traversé par le nerf pectoral latéral, la veine céphalique, l'artère et la veine thoraco-acromiale, les vaisseaux lymphatiques en provenance de la poitrine et de la région pectorale et à destination des nœuds lymphatiques axillaires apicaux.